# Vanellus crassirostris
La pavoncella beccorosso (Vanellus crassirostris, Hartlaub, 1855), è un uccello della famiglia dei Charadriidae.

## Sistematica
Vanellus crassirostris ha due sottospecie:
- Vanellus crassirostris crassirostris
  - Vanellus crassirostris hybrida
- Vanellus crassirostris leucopterus

## Distribuzione e habitat
Questo uccello vive in Africa centrale e meridionale, dall'Etiopia, il Ciad e il Sudan, fino alla fascia che comprende Namibia, Botswana, Zimbabwe e Mozambico.